# Вуазин, Рок
Рок Вуазин (англ. Roch Voisine, полное имя Joseph Armand Roch Voisine, род. 26 марта 1963, Эдмундстон, Канада) — канадский поэт-песенник, актёр, радио- и телеведущий. Пишет и исполняет песни английском и французском языках. Лауреат премии Джуно и Офицер ордена Канады.

## Дискография
- 1986 — Sweet Songs
- 1987 — Roch Voisine
- 1989 — Hélène
- 1990 — Double
- 1990 — Roch Voisine
- 1992 — Europe Tour
- 1993 — I’ll Always Be There
- 1994 — Coup de Tête
- 1996 — Kissing Rain
- 1999 — Chaque feu...
- 2000 — L’Album de Noël
- 2000 — Christmas Is Calling
- 2001 — Roch Voisine
- 2002 — Higher
- 2003 — Je Te Serai Fidèle
- 2004 — Le Noël de Roch
- 2005 — Sauf si l'amour...
- 2006 — Roch Voisine Live
- 2007 — Best Of
- 2008 — Americana
- 2009 — Americana II
- 2010 — Americana III
- 2010 — Confidences
- 2013 — Duophonique
- 2017 — Devant nous